# Chiesa di Santa Maria Assunta (Serina)
La chiesa di Santa Maria Assunta è il principale luogo di culto cattolico di Bagnella frazione di Serina, in provincia e diocesi di Bergamo; fa parte del vicariato di Selvino-Serina.

## Storia
La prima indicazione di una chiesa intitolata a santa Maria presente nella località di Bagnella di Serina è inserita nel registro censuale redatto dal vescovo Vittore Soranzo nella metà del Cinquecento, eretta canonicamente a parrocchiale il 12 febbraio 1496 con smembramento dalla chiesa di san Giacomo della località Lepreno con atto del notaio Baldassare de Bolis. La chiesa risulta inserita nel registro delle commende della diocesi del Cinquecento delle chiese che non avendo beneficio avevano un sacerdote mercenario pagato direttamente dai vicini la cui nomina doveva essere autorizzata ogni sei mesi dal vescovo. Con l'istituzione dei vicariati nel II sinodo diocesano del 1565 voluto dal vescovo Federico Corner in ottemperanza del primo sinodo provinciale del 1564 approvato nel 1575 la chiesa risulta inserita nella pieve di Dossena.
L'arcivescovo di Milano san Carlo Borromeo visitò la comunità di Serina il 28 settembre 1575. Dalla relazione si evince che la chiesa intitolata a santa Maria era molto povera e non aveva beneficio; la comunità pagava un curato mercenario proveniente da Serina non essendocene uno titolare. Per questo non si teneva la dottrina cristiana e vi era solo la congregazione del Corpo di Cristo.
Nel 1659 fu il vescovo san Gregorio Barbarigo a visitare la parrocchia, la relazione indica la presenza delle confraternite del Santissimo Sacramento, del Santissimo Rosario, la scuola della dottrina cristiana e il consorzio pio della Misericordia di Bergamo. La parrocchia inserita nel vicaria di Dossena era retta da un solo sacerdote.
La chiesa fu inserita nel 1666 nel “Sommario delle chiese di Bergamo”, elenco redatto dal cancelliere della curia vescovile di Bergamo Giovanni Giacomo Marenzi. Nel documento è indicata come chiesa parrocchiale, mercenaria e con l'invocazione dell'Assunzione della Beatissima Vergine Maria, vi erano le scuole del Santissimo Sacramento, del Santo Rosario, che gestivano i tre altari e in prossimità il consorzio pio della Misericordia. Il clero era retto dal curato mercenario pagato dai vicini.
L'edificio fu gravemente danneggiato durante l'incendio del 1775 e dovette essere ricostruito nel 1779.
Il vescovo di Bergamo Giovanni Paolo Dolfin visitò la chiesa nel 1781. Alla relazione fu inserito un documento dell'allora rettore che indica la presenza di tre altari retti dalle congregazioni e dal consorzio della Misericordia. Vi era un solo parroco stipendiato dai vicini.
Nel Novecento la chiesa fu nuovamente ristrutturata e ampliata con l'aggiunta di della cupola, di una campata e con i nuovi decori nel 1915. Fu il vescovo Adriano Bernareggi a consacrare il nuovo edificio il 31 maggio 1946, in quell'occasione fece dono delle reliquie dei santi Giovanni Battista e Adriano che furono sigillate nella nuova mensa dell'altare maggiore. Nella seconda metà del XX secolo furono eseguiti lavori di mantenimento e ammodernamento con la posa del nuovo altare verso il popolo in ossequio all'adeguamento liturgico delle chiese.
Con decreto del 27 maggio 1979 del vescovo di Bergamo Giulio Oggioni, la chiesa fu inserita nel vicariato locale di Selvino-Serina.

## Descrizione

### Esterno
L'edificio di culto con orientamento a sud è anticipato dal sagrato con pavimentazione in bolognini di pietra. La facciata è tripartita da quattro lesene complete di zoccolatura e con finitura a crespone e coronate da capitelli dorici. Il settore centrale più avanzato e di misure superiori presenta nella parte centrale il portale in pietra e nella parte superiore una grande finestra modanata atta a illuminare l'aula. Le lesene reggono il frontone con timpano triangolare dove è posta la scritta con l'intitolazione della chiesa e coronata da una croce ferrea.
La torre campanaria è posto sul retro sinistro dell'edificio di fianco all'abside ed è coronato da cupola a bulbo.

### Interno
L'interno a unica navata e a pianta rettangolare si divide in due campate che hanno la copertura voltata con cupole ribassate. Queste sono separate da un restringimento con volta a botte, dove è posto il fonte battesimale sul lato sinistro, a cui corrisponde sul lato a destra l'ingresso laterale. 
La zona penitenziale con il confessionale ligneo, è posta a sinistra della prima campata con l'altare della Madonna con Bambino. Corrispondente a destra vi è un ulteriore confessionale e l'altare dedicato al Sacro Cuore di Gesù. L'altare di san Rocco è posto a sinistra della seconda campata e conserva la statua del santo, a destra un ulteriore confessionale con la statua di san Luigi Gonzaga, mentre l'altare è andato perduto. Le cappelle presentano finestre circolari che danno luce alla navata. Il pulpito ligneo e decorato e conservato sul gruppo di lesene dell'ultima campata. La chiesa conserva anche i dipinti cinquecenteschi su tavola di Andrea Previtali “Santi Pietro Martire e Nicola da Tolentino”.
La zona presbiteriale anticipata dall'arco trionfale e da tre grandini in marmo di Zandobbio con volta a vela e terminante con coro absidale coperto da catino. Le cantorie con organo a canne sono poste a lato del presbiterio.